# POP5
POP5 (англ. POP5 homolog, ribonuclease P/MRP subunit) – білок, який кодується однойменним геном, розташованим у людей на короткому плечі 12-ї хромосоми. Довжина поліпептидного ланцюга білка становить 163 амінокислот, а молекулярна маса — 18 820.
| 10         |  | 20         |  | 30         |  | 40         |  | 50         |
| ---------- |  | ---------- |  | ---------- |  | ---------- |  | ---------- |
| MVRFKHRYLL |  | CELVSDDPRC |  | RLSLDDRVLS |  | SLVRDTIARV |  | HGTFGAAACS |
| IGFAVRYLNA |  | YTGIVLLRCR |  | KEFYQLVWSA |  | LPFITYLENK |  | GHRYPCFFNT |
| LHVGGTIRTC |  | QKFLIQYNRR |  | QLLILLQNCT |  | DEGEREAIQK |  | SVTRSCLLEE |
| EEESGEEAAE |  | AME        |  |            |  |            |  |            |

A: Аланін

C: Цистеїн

D: Аспарагінова кислота

E: Глутамінова кислота

F: Фенілаланін

G: Гліцин

H: Гістидин

I: Ізолейцин

K: Лізин

L: Лейцин

M: Метіонін

N: Аспарагін

P: Пролін

Q: Глутамін

R: Аргінін

S: Серин

T: Треонін

V: Валін

W: Триптофан

Кодований геном білок за функціями належить до гідролаз, фосфопротеїнів. 
Задіяний у таких біологічних процесах, як процесинг тРНК, альтернативний сплайсинг. 
Локалізований у ядрі.